# Cseke Katinka
Cseke Katinka (Szigetvár, 1971. szeptember 23. –) magyar színésznő.

## Életpályája
Édesapja: Cseke Zoltán vegyipari gépészmérnök, tanár, édesanyja: Bánkuti Gertrúd festőművész. Öccse: Cseke Zoltán szintén festőművész. A pécsi Vegyipari Gépészeti Szakközépiskolában érettségizett.
A Merlin Színházban indult színészi pályája, ahol 1992-től Jordán Tamás, Lázár Kati és Ács János rendezéseiben szerepelt. 1993-tól a Színház- és Filmművészeti Főiskola hallgatója volt, 1997-ben végzett, Marton László osztályában. Főiskolásként, 1995-től gyakorlati idejét a Vígszínházban és a Pesti Színháznál töltötte, de játszott a Thália Színházban is, Csiszár Imre rendezésében, Fejes Endre: Rozsdatemető című előadásában. 1997-től, friss diplomás színésznőként, a szolnoki Szigligeti Színház szerződtette. 2000-től szabadfoglalkozású színésznő, játszott például a Ruttkai Éva Színházban, az Újpest Színházban, a Fogi Színház utazótársulatában, a Szabad Ötletek Színháza előadásaiban, a Pécsi Nyári Színházban, a Centrál Színházban, a Kalocsai Színházban és a Spirit Színházban is.  
Énekelt a harmadik Megasztárban 2005-ben, és bekerült a szakmai zsűri által legjobbnak tartott 50 versenyző közé. A Jóban Rosszban című sorozat Bodolai Böbéjét játszotta. Szerepelt a CIB Bank reklámsorozatában, ahol az állatorvos (Vasvári Csaba) asszisztensét alakította.

## Díjai, elismerései
- Pepita Különdíj (2010)
- A nagy duett című tévéműsor győztese (2013)

## Színpadi szerepeiből
- William Shakespeare: Macbeth....Lady Macbeth
- Brandon Thomas: Charley nénje....Annie Spittigue
- Sólem Aléchem – Joseph Stein – Jerry Bock – Sheldon Harnick: Hegedűs a háztetőn....Chava
- Zerkovitz Béla – Szilágyi László: Csókos asszony....Ica-Vica; Rica Maca
- Neil Simon: Furcsa pár (női változat)....Mickey
- Georges Feydeau: Bolha a fülbe....Olympe
- Georges Feydeau: A balek....Maggie
- Georges Feydeau: Az asszony körbejár (Kézről kézre)....Rosie
- Alan Alexander Milne: Micimackó....Nyuszi
- Nell Dunn: Gőzben....Dawn
- Csiky Gergely: A nagymama....Mártha
- Fejes Endre: Rozsdatemető....Hábetler Hajnalka
- Fejes Endre: Jó estét nyár, jó estét szerelem....Karácsony-Nagy Zsuzsanna
- Németh László: Bodnárné....Lakkné
- Molnár Ferenc: A hattyú.... Komorna
- Barta Lajos: Szerelem....Böske
- Kodály Zoltán: Háry János....Örzse
- Eisemann Mihály – Vajda Katalin: Hyppolit, a lakáj....Terka
- Ödön von Horváth: Kasimir és Karoline....Erna
- Déry Tibor - Pós Sándor - Presser Gábor - Adamis Anna: Képzelt riport egy amerikai popfesztiválról
- Lucifer Show
- Arisztophanész: Lüszisztráté....Valagalatea
- Romhányi József – Rigó Béla – Bor Viktor: Mekk mester menyegzője....Barika Marika
- Szekeres Géza - Kal Pintér Mihály: Mesebeli Mátyás....Kató
- Neil Simon: Napsugár fiúk....Sandy Silverman
- Vajda Anikó: Szerelmesnek áll... a világ!
- Vajda Katalin: Anconai szerelmesek....Agnese
- Harsányi Gábor: Nejem a neten
- Bencsik Imre – Straub Dezső: Nejcserés támadás....Buznyákné Czingár Frida
- Emily Brontë – Schwajda György: Üvöltő szelek....Isabelle Linton
- Dan Goggin: Zárdazűr avagy apácák pácban....Mária Lea nővér
- Bengt Ahlfors: Hamu és pálinka....Annika Malmgren, termékeny anya
- Eric Assous: Boldogság, avagy élet 50 fölött....Louise

## Filmjei

### Játékfilmek
- Tamás és Juli (1997)
- Glamour (2000)
- Anyám és más futóbolondok a családból (2015)

### Tévéfilmek
- Família Kft., 338. rész (1998)
- Kisváros (1998–2001)
- Jóban Rosszban (2008–2019)
- Ázsia Expressz (2017)